# Glory (Common e John Legend)
Glory è un singolo del cantautore statunitense John Legend e del rapper statunitense Common, pubblicato l'11 dicembre 2014 come brano colonna sonora del film Selma - La strada per la libertà.
Il brano ha vinto diversi premi, a partire dall'Oscar alla migliore canzone nell'ambito dei Premi Oscar 2015 e il Golden Globe per la migliore canzone originale.

## Descrizione
La canzone è stata diffusa come tema principale del film Selma - La strada per la libertà, diretto da Ava DuVernay, che parla delle marce da Selma a Montgomery del 1965. Essa è stata scritta dagli stessi cantanti John Stephens e Lonnie Lynn con Che Smith.

## Video
Il videoclip del brano è stato realizzato dalla Paramount Pictures e diffuso il 12 gennaio 2015.

## Premi
Il brano ha vinto diversi premi, a partire dall'Oscar alla migliore canzone nell'ambito dei Premi Oscar 2015. Si è inoltre aggiudicata il Golden Globe per la migliore canzone originale ai Golden Globe 2015, il premio come miglior canzone ai Critics' Choice Movie Awards 2015, il premio come miglior canzone ai Black Reel Awards 2015 e altri riconoscimenti.

## Tracce
Download digitale
1. Glory - 4:32